# 朱尔·A·奥夫曼
朱尔·阿方斯·尼古拉·奥夫曼（法語：Jules Alphonse Nicolas Hoffmann，發音：[ʒyl alfɔ̃s nikɔla ɔfman]；1941年8月2日—），出生于卢森堡埃希特纳赫，法国生物学家。法國國家科學研究中心管理委员会理事长，法国国家科学研究中心 (CNRS) 金奖获得者，2007年成为法国科学院院长。他曾荣获多项著名奖项，包括罗森斯蒂尔免疫奖（2010 年）、Keyo 医学奖（2011 年）、盖尔德纳（Gairdner）医学科学奖（2011 年）等，也是荣誉军团骑士勋章获得者。他领导并创建了斯特拉斯堡大学分子和细胞生物学研究所的 CNRS“昆虫的免疫反应和发育”实验室。因发现如何激活先天免疫而与鲁斯兰·麦哲托夫和布鲁斯·博伊特勒分享2011年邵逸夫生命科學與醫學獎。
2011年，霍夫曼和布魯斯·比尤特勒與 瑞夫·史坦曼一起獲得 諾貝爾生理學或醫學獎，以表揚他們「關於先天免疫機制激活的發現」。。

## 教育
他大学本科时学的是生物化学，不过没有取得学士学位。后来他于1969年取得斯特拉斯堡大學的生物学博士。1973到1974年在德国马尔堡的马尔堡大学的生物化学研究所做博士后研究。

## 事业
1964到1968年，他担任法國國家科學研究中心(CNRS)与斯特拉斯堡大學助理研究员，1969年成为一名联合研究员。从1974年开始，他成为该中心的一名研究主任。1978到2005年，他担任法国斯特拉斯堡大学CNRS昆虫免疫反应与发展联合研究的主任，1993年到2005年担任CNRS的分子与细胞生物研究所的主任。
他是德国利奥波第那科学院、法国科学院、法蘭西學術院、Academia Europaea、欧洲分子生物组织(EMBO)、美国文理科学院以及俄罗斯科学院的成员。

## 荣誉

### 外国勋章奖章
- 旭日重光章（日本，2020年11月3日公布[2]）

### 学术奖项
- 2003 癌症研究机构-William B. Coley Award
- 2004 Robert Koch Prize
- 2007 Balzan Prize 因对天生免疫系统的研究 (与布鲁斯·博伊特勒分享)
- 2010 Rosenstiel Award (与Ruslan M. Medzhitov分享)
- 2010 庆应医学奖
- 2011 Gairdner Foundation International Award (与審良靜男分享)
- 2011 邵逸夫生命科學與醫學獎 (与布鲁斯·博伊特勒和Ruslan M. Medzhitov分享)
- 2011 CNRS Gold medal
- 2011 諾貝爾生理學或醫學獎 (与布鲁斯·博伊特勒和瑞夫·史坦曼分享)